# Hug I d'Empúries
Hug I d'Empúries (ca. 965 - 1040), va ser comte d'Empúries del 991 fins a la seva mort el 1040. Fill de Gausfred I, comte d'Empúries i de Rosselló, i de la seva primera muller Ava Guisla de Roergue. El testament del seu pare, datat el 989, va deixar escrit que Hug rebria el comtat d'Empúries mentre el seu germà Guislabert rebia el comtat de Rosselló, iniciant-se així una dinastia privativa per a cada un d'ells.

## Vida política
El 1010 va participar en l'expedició que va organitzar el general Wadih per donar suport al califa Muhammad II i derrocar a Sulayman al-Mustain, derrotat en la batalla d'Aqbat al-Bakr. Muhammad II va recuperar Còrdova, però fou assassinat pels homes de Wadih, que va reposar a Hixem II.
En morir el seu germà Guislabert el 1014, Hug intentà la reunificació del comtat penetrant en ell. El seu nebot Gausfred II de Rosselló, però, va obtenir l'ajuda de Bernat I de Besalú així com de l'Abat Oliba, i van arribar a una entesa pacífica vers l'any 1020.
Va tenir molts problemes d'entesa amb els seus veïns, així la comtessa-vídua de Barcelona Ermessenda de Carcassona reclamà per a ella l'alou d'Ullastret, el qual havia estat venut al seu marit Ramon Borrell i que Hug envaí. Així en una assemblea judicial reunida a Girona, i presidida per l'Abat Oliba i per Bernat I de Besalú, s'acordà la devolució de l'alou el 1019. També s'enemistà amb l'església per la possessió del monestir de Sant Salvador de Verdera.

## Núpcies i descendents
Del seu matrimoni amb Guisla de Besiers va tenir tres fills i dues filles: 
- Guislabert d'Empúries, del qual no se'n coneix res de la seva vida
- Ponç I d'Empúries (v 990-1078), comte d'Empúries
- Ramon d'Empúries, bisbe d'Elna
- dues filles de les quals es desconeix el nom